# Mousel
Mousel is een Luxemburgs blond lagerbier. Het wordt sinds 1511 gebrouwen, oorspronkelijk in de stad Luxemburg en vanaf 2000 door Brasserie de Luxembourg Mousel-Diekirch SA te Diekirch, een dochteronderneming van AB InBev.
Op de tweede verdieping van het Nationaal Conservatorium voor Historische Voertuigen (CNVH) is het Historisch Museum van de brouwerij gevestigd. Daar zijn onder andere biervaten, glazen, flessen en andere verpakkingen te bezichtigen.

## Geschiedenis[7]
- 1825: de Brouwerij Mousel wordt opgericht door Michel Mousel, die de plaatselijke brouwerij in Clausen (een wijk in de stad Luxemburg) koopt. De zaak wordt voortgezet door zijn zonen Emile en Albert Mousel en wordt later de firma Em. Mousel et Cie.
- 1911: de brouwerij wordt omgevormd tot Brasserie de Luxembourg S.A.
- In de jaren 1950 en 1960 koopt ze enkele kleinere Luxemburgse brouwerijen op, waaronder de brouwerij Gruber uit Wiltz en de brouwerijen van Eich en Esch-sur-Alzette.
- 1971: de brouwerijen Mousel en Clausen uit Luxemburg vormen de Brasseries Réunies de Luxembourg. De brouwerij van Clausen gaat in 1985 dicht.
- 2000: de brouwerijen Mousel en Diekirch fusioneren tot de Brasserie de Luxembourg Mousel-Diekirch S.A. en de productie verhuist naar Diekirch.
- 2002: afronding van de overname door Interbrew (later AB InBev)

In de oude brouwerij van Mousel in Clausen wordt sinds 2008 opnieuw bier gebrouwen door de ambachtelijke brouwerij Clausel.